# Zoe Trahanache
Zoe Trahanache este unicul personaj feminin al comediei lui Ion Luca Caragiale O scrisoare pierdută sau „cocheta adulterină”, așa cum a fost etichetată de criticul interbelic Pompiliu Constantinescu

## Interprete celebre
- Aristizza Romanescu
- Maria Filotti
- Cella Dima
- Elvira Godeanu
- Carmen Stănescu
- Rodica Tapalagă
- Mariana Mihuț